# Wassaic
Wassaic – osada (ang. hamlet) i census-designated place w hrabstwie Dutchess w stanie Nowy Jork w Stanach Zjednoczonych. Jest częścią miasta Amenia. Zamieszkana przez 210 osób.
Miejscowość jest położona przy drodze stanowej 22 oraz przy linii kolejowej Harlem Line. Stacja kolejowa Wassaic znajduje się na północ od osady i jest końcową stacją linii, otwartą w 2000 roku. W przeszłości linia kolejowa biegła dalej na północ do Chatham. Obecnie jej część na północ od Wassaic jest przekształcona w szlak turystyczny Harlem Valley Rail Trail.
Nazwa „Wassaic” pochodzi od potoku w okolicy, dopływu Ten Mile River. Pochodzi z języka miejscowych Indian i oznacza „trudny, wymagający ciężkiej pracy”, prawdopodobnie ze względu na trudny dostęp. Nazwę nadano miejscowości w 1843 roku.